# エセル・ミューケルト
エセル・ミューケルト（Ethel Muckelt、1885年5月30日 - 1953年12月13日）は、イギリス出身の女性フィギュアスケート選手。1924年シャモニーオリンピック女子シングル銅メダリスト。パートナーはジョン・ペイジなど。

## 経歴
- 女子シングルとペアで活動した。
- 1920年アントワープオリンピックは、シドニー・ウォールワークとペアを組み5位。
- 1924年シャモニーオリンピックでは女子シングルで銅メダルを獲得、ペアはジョン・ペイジと組み4位。同年の世界フィギュアスケート選手権でペア2位となる。
- 1928年サンモリッツオリンピックはペアで出場し4位。

## 主な戦績

### 女子シングル
| 大会/年      | 1922-23 | 1923-24 | 1924-25 |
| ------------ | ------- | ------- | ------- |
| オリンピック |         | 3       |         |
| 世界選手権   | 4       |         | 5       |

### ペア
| 大会/年      | 1919-20 | 1923-24 | 1924-25 | 1925-26 | 1926-27 | 1927-28 |
| ------------ | ------- | ------- | ------- | ------- | ------- | ------- |
| オリンピック | 5       | 4       |         |         |         | 4       |
| 世界選手権   |         | 2       |         | 6       |         | 4       |

1919-20年シーズンのみシドニー・ウォールワークとのペア。
1923-24年シーズン以降はジョン・ペイジとのペア。